# 벤틀레이 그린즈 SC
벤틀레이 그린즈 사커 클럽(영어:Bentleigh Greens Soccer Club)
은 빅토리아 주 멜버른 교외의 첼트넘(Cheltenham)에 위치한 호주의 세미프로 축구 클럽이다.
이 클럽은 1986년 그리스-키프로스 커뮤니티에 의해 결성되었으며 현재 빅토리아 내셔널 프리미어리그 소속이다.
벤틀레이는 2014년 FFA컵 준결승을 위해 A-리그 아래 첫 클럽이 되면서 전국적인 헤드라인을 만들었다. 그리고 1년 후 첫 메이저 트로피인 NPL Victoria 타이틀을 차지했다.2016년 벤틀레이 그린즈는 처음으로 빅토리아 주 최고의 리그 프리미어가 되었다.